# Syzygium fraternum
Syzygium fraternum är en myrtenväxtart som beskrevs av Friedrich Anton Wilhelm Miquel. Syzygium fraternum ingår i släktet Syzygium och familjen myrtenväxter.
Artens utbredningsområde är Java. Inga underarter finns listade i Catalogue of Life.